# Fred Siegenthaler

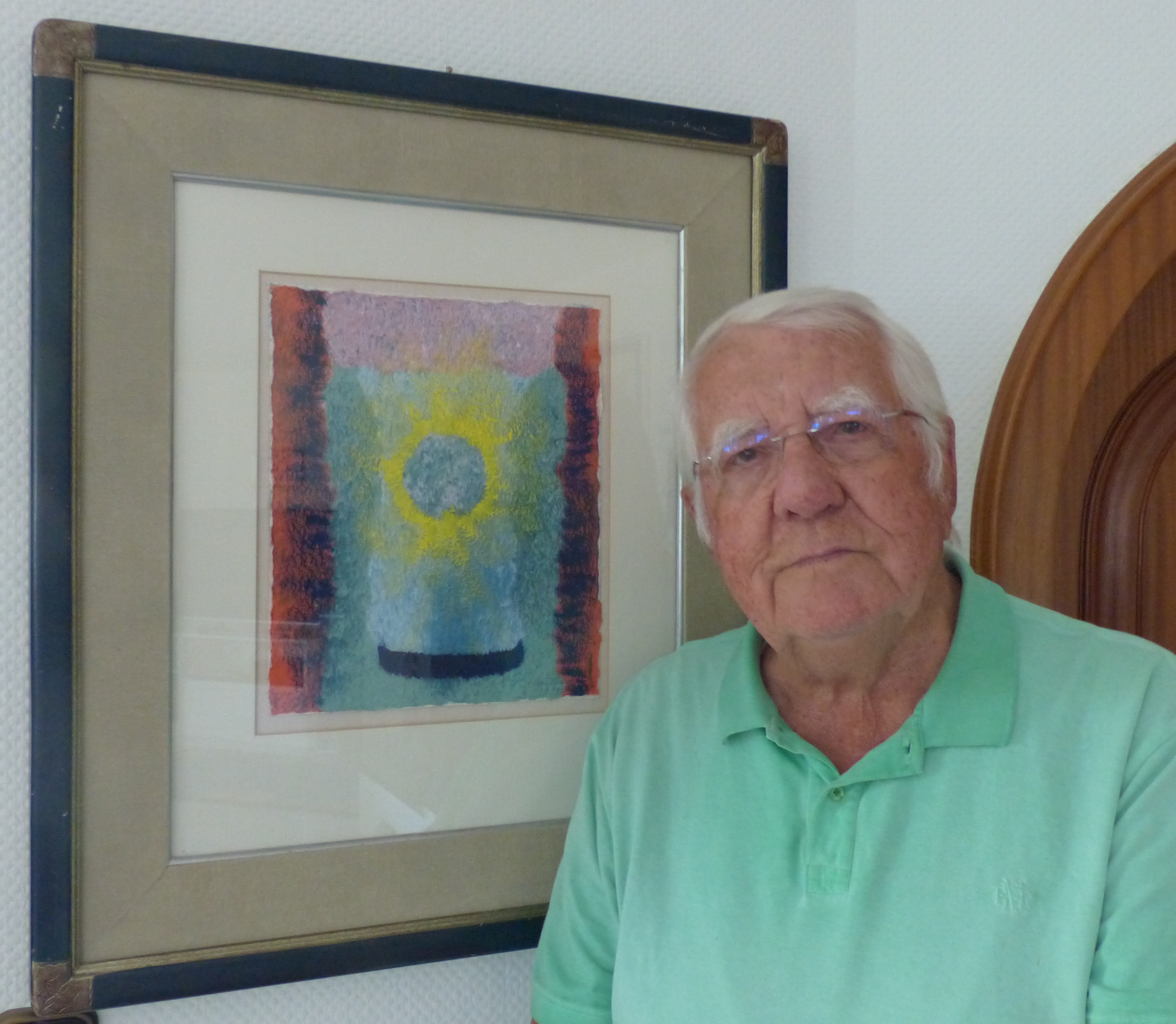
Fred Siegenthaler neben einem seiner Werke 2022

Fred Siegenthaler (* 15. Mai 1935 in Obergerlafingen, heimatberechtigt in Langnau im Emmental; † 30. September 2023 in Naila) war ein Schweizer Papieringenieur. Sein Werk umfasst Papier- und Objektkunst, Plastik, Reliefs, Radierungen, Mixed Media und Buchgestaltung.

## Beruflicher und künstlerischer Werdegang
Fred Siegenthaler besuchte die Schulen in Obergerlafingen und Gerlafingen. Von 1954 bis 1956 ließ er sich am Oskar-von Miller-Polytechnikum (HTL) in München zum Papieringenieur ausbilden. Als Papieringenieur und Ausbilder bereiste er für das Pharma-Unternehmen Sandoz AG 125 Länder. Er lebte in Chile (1957–1959), USA (1971/1972) und Thailand (1992–1995). Zudem war er in dieser Zeit auch als Publizist für Papierhistorik tätig und entwickelte sich autodidaktisch als Künstler weiter.
Die Mitteilungen aus der Papierabteilung der Sandoz AG publizierte er von 1965 bis 1975 zusammen mit Pierre Schmid. Spätere seiner Publikationen bei der Sandoz AG befassten sich mit Papiertextilien aus Nepal und mit im Siebdruckverfahren hergestellten Buntpapieren aus Taiwan. Weitere seiner Dokumentationen befassten sich mit thailändischer und vietnamesischer Handpapiermacherei.
Er gilt als Pionier der Papierkunst in Europa. 1967 eröffnete er eine kleine Papier-Handschöpferei. Siegenthaler erhielt 1971, 1972 und 1974 ein Eidgenössisches Kunststipendium. 1983 wurde er für die „Künstlerfahne für Europa“ mit dem Hauptpreis beim Wettbewerb in Mannheim ausgezeichnet. Seit 1977 realisiert er Einzel- und Doppelausstellungen vor allem im Schweizer Raum. Einige Werke befinden sich in der Schweiz und in Deutschland in öffentlichem Besitz, beispielsweise im Leopold-Hoesch-Museum in Düren oder im Gutenberg-Museum in Mainz. Auch das Museum Bayerisches Vogtland in Hof besitzt einige wichtige Werke von ihm. Siegenthaler gründete die International Association of Paper Artists and Papermakers (IAPMA). Die Gründungsversammlung fand am 25. Mai 1986 anlässlich der Eröffnung der Internationalen Biennale der Papierkunst in Düren statt. Zudem war er Mitglied bei Visarte.

## Beispiele seiner Techniken und Werke
Für eine Reihe von Malern stellte er individuelles Papier her, es enthielt beispielsweise die Unterschrift des jeweiligen Künstlers als Wasserzeichen. Dies brachte Siegenthaler in Kontakt mit international bekannten Kunstschaffenden und bildete die Grundlage für sein Buch „Künstlerbriefe“. So belohnte ihn der Maler Joan Miró 1979 mit einer Gouache auf einem Papier welches Miós Signatur als Wasserzeichen aufweist. Zum Freundeskreis Siegenthalers zählten aber auch Meret Oppenheim, Horst Antes oder Jasper Johns. 

„Papier kann Zeichen in sich verbergen und zwar als Wasserzeichen. Diese alte Technik machten sich manche Künstler zunutze. Horst Antes schuf 1969 in Zusammenarbeit mit Fred Siegenthaler die Mappe ‚Agamemnon 3‘ mit 16 Blättern, in denen verschiedene Zeichnungen als Wasserzeichen eingelassen sind. […] Meret Oppenheim schuf 1971 in Zusammenarbeit mit Fred Siegenthaler eine ‚Wolken-Serie‘ mit elf unterschiedlichen Wasserzeichenmotiven.“

Als „Entmaterialisierung“ bezeichnet Siegenthaler das Einschließen kleiner Objekte in die Papiermasse, so dass die Materialien nicht mehr unmittelbar zu sehen sind. „Repulpings“ sind Motive, die aus Bild- und Textfetzen aus der frisch geschöpften Papiermasse entstehen. Dabei wurden von Notenblättern bis hin zu Pornomagazinen die Inhalte neu arrangiert. Im Jahr 2012 war in Hof der Vaterunser-Zyklus ausgestellt, das weltumfassende Gebet in verschiedenen Sprachen auf Flaggen oder landestypischem Grund. Als 2018 erstmals in Deutschland Werke von Camille Pissarro und 14 seiner Nachkommen ausgestellt waren, organisierte Siegenthaler eine „stille Auktion“ bei der Werke befreundeter Künstler zugunsten des Hofer Kunstvereins versteigert wurden.
Für Siegenthaler selbst war sein mit Abstand wichtigstes Werk „Strange Papers“. Dabei handelt es sich um eine 10 kg schwere Sammlung der seltensten Papiere, weil fast alle Muster darin aus Materialien hergestellt wurden, die normalerweise nicht zur Herstellung von Papier herangezogen werden, wie z. B. aus Stahl- und Glasfasern. Seide oder Brennnesselfasern. Das seltenste Muster darin besteht zwar aus einer Faser aus einer Schuppenfichte aus Tasmanien (Australien), welche nach 30 Millionen Jahren in einem luftabgeschlossenen Sumpf gefunden und teilweise zu Zellstoff verarbeitet werden konnte. Diese Unikate-Sammlung findet man nur in den weltgrößten Bibliotheken wie z. B. in der New York Public Library oder bekannten Museen und Universitäten.

## Ausstellungen
- 9. Mai bis 19. Juli 1981 Leopold-Hoesch-Museum der Stadt Düren Fred Siegenthaler – Papierobjekte. Entmaterialisierungen, Plastiken, Buchobjekte
- 19. Februar bis 6. März 1983 Ausstellung Schlosspark Pavillon Bad Säckingen Fred Siegenthaler
- 16. März 2021 (urspr. 8. November 2020) bis 26. September 2021 (verlängert) Papiermuseum Düren Strange Papers – Die seltensten handgeschöpften Papiere der Welt[14]